# Сааремаа
Са́аремаа (ест. Saaremaa) — острів у Балтійському морі, на заході Естонії. Найбільший з островів Моонзундського архіпелагу.

## Назва
- Сааремаа (ест. Saaremaa)
- Е́зель (нім. Ösel, дан. Øsel) — офіційна назва до 1918 року.
- Осілія (лат. Osilia)

## Опис
Острів з'єднаний з островом Муху дамбою. Складений, головним чином, вапняками, місцями вкритий льодовиковими і морськими відкладеннями. Родовища доломітів (Каарма). Рідкісні зарості ялівця, соснові ліси. На острові заповідники Війдумяе й Вільсанді. Поблизу села Каалі — унікальний заповідник, де знаходяться метеоритні кратери. На острові розташоване місто Курессааре. Також на острові є озеро Аастеярв. Площа острова — 2672,4 км², за цим показником він займає 174-те місце у світі, найбільша висота — 62 м. Довжина берегової лінії — 854 км.

## Історія

### Доісторичний період
Найдавніші сліди перебування людини на острові Сааремаа відносяться до IV тисячоліття до нашої ери.

### Давня історія
У скандинавських сагах згадуються численні сутички між жителями Сааремаа та вікінгами. Острів був найбагатшою землею давньої Естонії й слугував базою для естонських піратів, яких іноді називали східними вікінгами. За повідомленням Лівонської хроніки Генріха Латвійського, у XII столітті естонський флот із 16 кораблів і 500 чоловік грабував землі на півдні сучасної Швеції (тоді — під владою Данії).
На території колишньої волості Салме виявлено велике поховання доби вікінгів.
Згідно зі скандинавськими джерелами, дорогою до Гольмґарду, де при дворі «конунґа Вольдемара перебував його дядько Сіґурд», біля острова потрапив у полон до піратів та був проданий ними естам у рабство майбутній король Олаф I Трюґґвасон.

### Католицька колонізація
У 1193 році Папа Целестин III проголосив хрестовий похід проти балтійських язичників. У 1206 році Вальдемар II, король Данії, висадився на Сааремаа й безуспішно спробував збудувати там фортецю.
У 1227 році внаслідок спільного німецько-датського походу місцеве населення було навернене в християнство, а на острові утворено Езель-Вікське (Леальське) єпископство.
Проте й після цього мешканці Езеля неодноразово повставали проти колонізаторів. У 1241 році після нового хрестового походу, оголошеного Папою Григорієм IX на прохання Лівонського ордену, було підписано договір про припинення бойових дій.

### Повстання Юр'євої ночі (1343—1345)
23 квітня 1343 року почалося повстання Юр'євої ночі (ест. Jüriöö ülestõus) — національно-визвольне повстання проти німецько-датського панування. 26 травня 1343 року на Сааремаа спалахнуло повстання, мешканці острова вигнали німецьких феодалів і взяли в облогу замок Вайсенштайн. Лише в лютому 1345 року опір остаточно придушено.

Новгородський літопис описує події так:
«В лѣто 6852. Бысть мятежь за Наровою великъ: избиша Чюдь своихъ бояръ земьскых, и въ Колываньскои земли и в Ругодивьскои волости, 300 их; потом Вперёдних велневицѣ съ юрьевци и избиша Чюди 14000, а избытокъ убѣжа в Островьскую землю…»
Це означає, що частина повстанців втекла до Островської землі — тобто на Езель (Сааремаа).

### Новий час
У 1559 році, після Реформації, Езель був проданий Данії. За Брьомсебрузьким миром 1645 року перейшов під владу Швеції, а в 1710 році під час Великої Північної війни був захоплений військами Петра І і приєднаний до Російської імперії. У 1719 році біля острова відбулася Езельська морська битва, яка завершилася перемогою росіян.

### XX століття
Під час Першої світової війни Сааремаа був ареною запеклих боїв, а з жовтня 1917 по листопад 1918 року — під німецькою окупацією.
Перед радянською окупацією Естонії влада країни була змушена надати СРСР право на розміщення військових баз на островах Моонзундського архіпелагу.
Під час радянсько-нацистської війни 1941 року острів обороняли радянські війська з 6 вересня по 22 жовтня, після чого вони були евакуйовані. У серпні—вересні 1941 року саме з островів Сааремаа та Муху здійснювалися перші радянські бомбардування Берліна.
Німецькі війська висадилися на Сааремаа у вересні 1941 року. В ніч на 3 жовтня 1941 року було завершено евакуацію радянських військ. З 8 по 9 жовтня 1944 року на острові відбулося одне з найжорсткіших боїв Другої світової війни, яке стало завершенням першого етапу Моонзундської операції. Згідно зі скандинавськими джерелами, радянські війська зазнали втрат під час невдалого десанту біля Вінтрі, а повне звільнення острова відбулося 24 листопада 1944 року.
У 1949 році з острова було депортовано 1028 осіб, з них 307 — діти.

### Незалежна Естонія
Після розпаду СРСР у 1991 році Сааремаа увійшов до складу незалежної Естонської Республіки. Острів став частиною нової адміністративної одиниці — Сааремааського повіту (з 2017 року — єдина волость Сааремаа).
У 1990-х роках острів пережив перехід до ринкової економіки. Значна увага приділялася розвитку туризму, збереженню природної спадщини та реставрації культурних пам’яток, зокрема Курессаареського замку.
Після вступу Естонії до Європейського Союзу та НАТО у 2004 році Сааремаа отримав нові можливості для розвитку інфраструктури, транскордонного співробітництва та охорони навколишнього середовища. Острів став популярним туристичним напрямком завдяки своїм природним ландшафтам, історичним пам’яткам і фестивалям, зокрема щорічному оперному фестивалю у Курессааре.

## Галерея

Острів Сааремаа
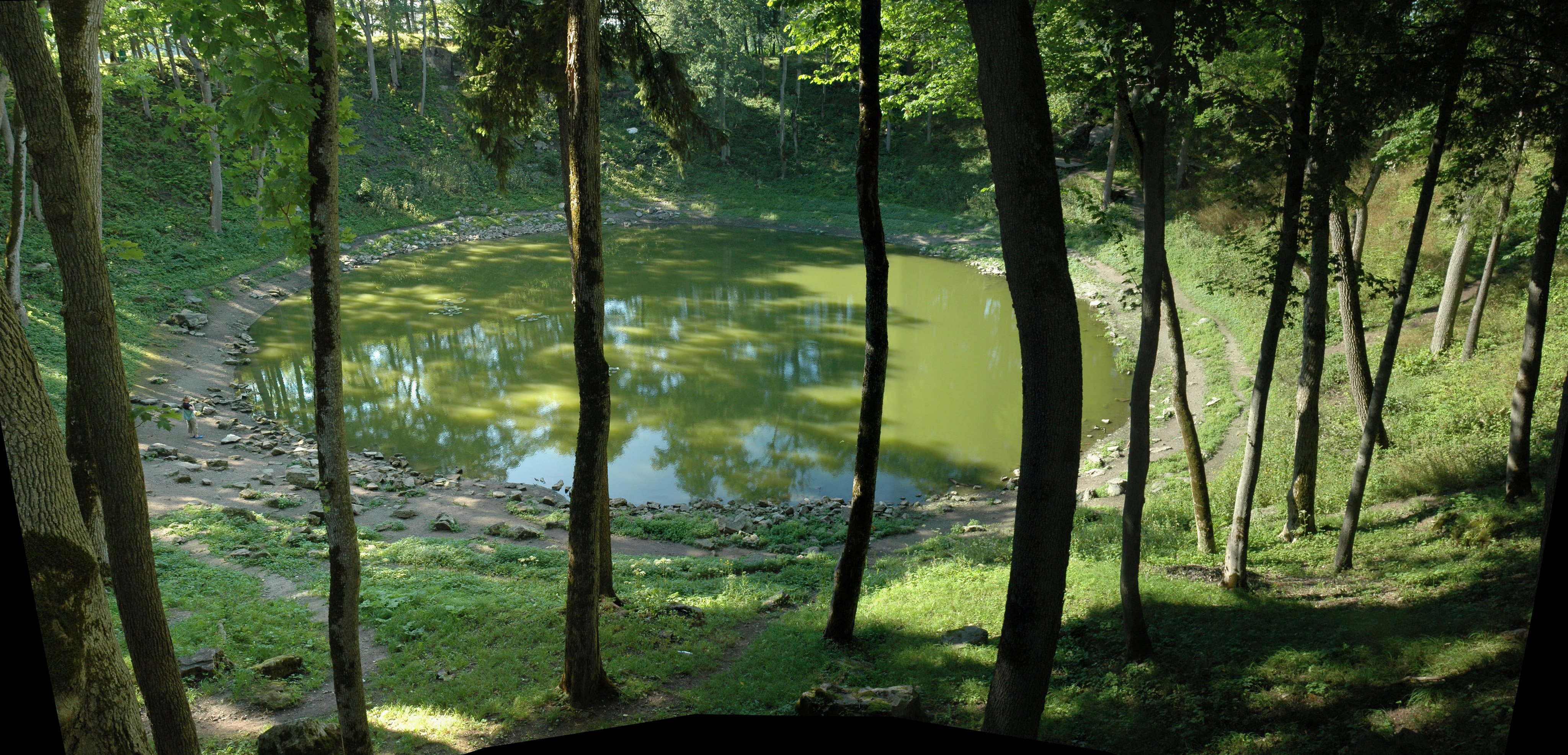
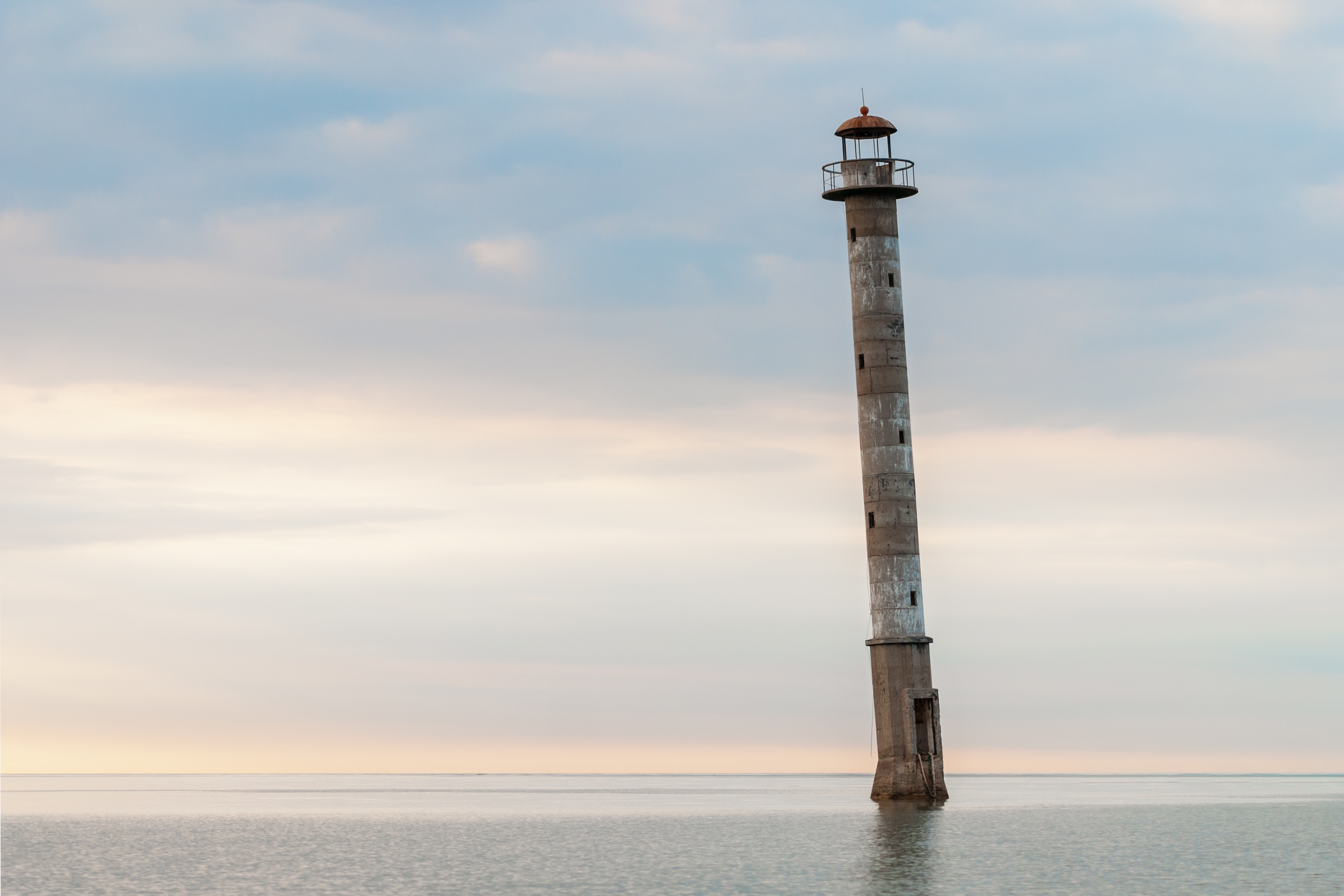
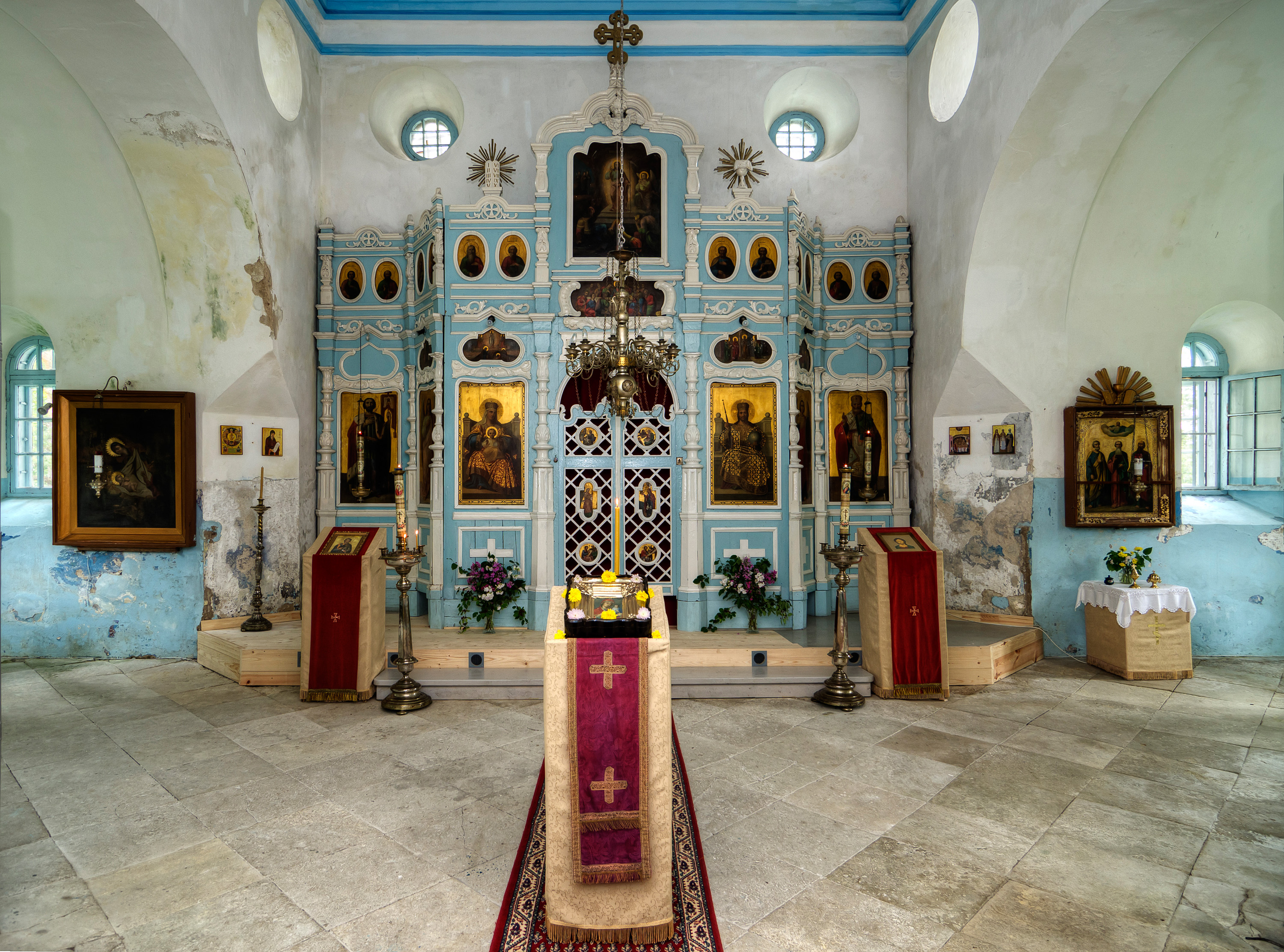
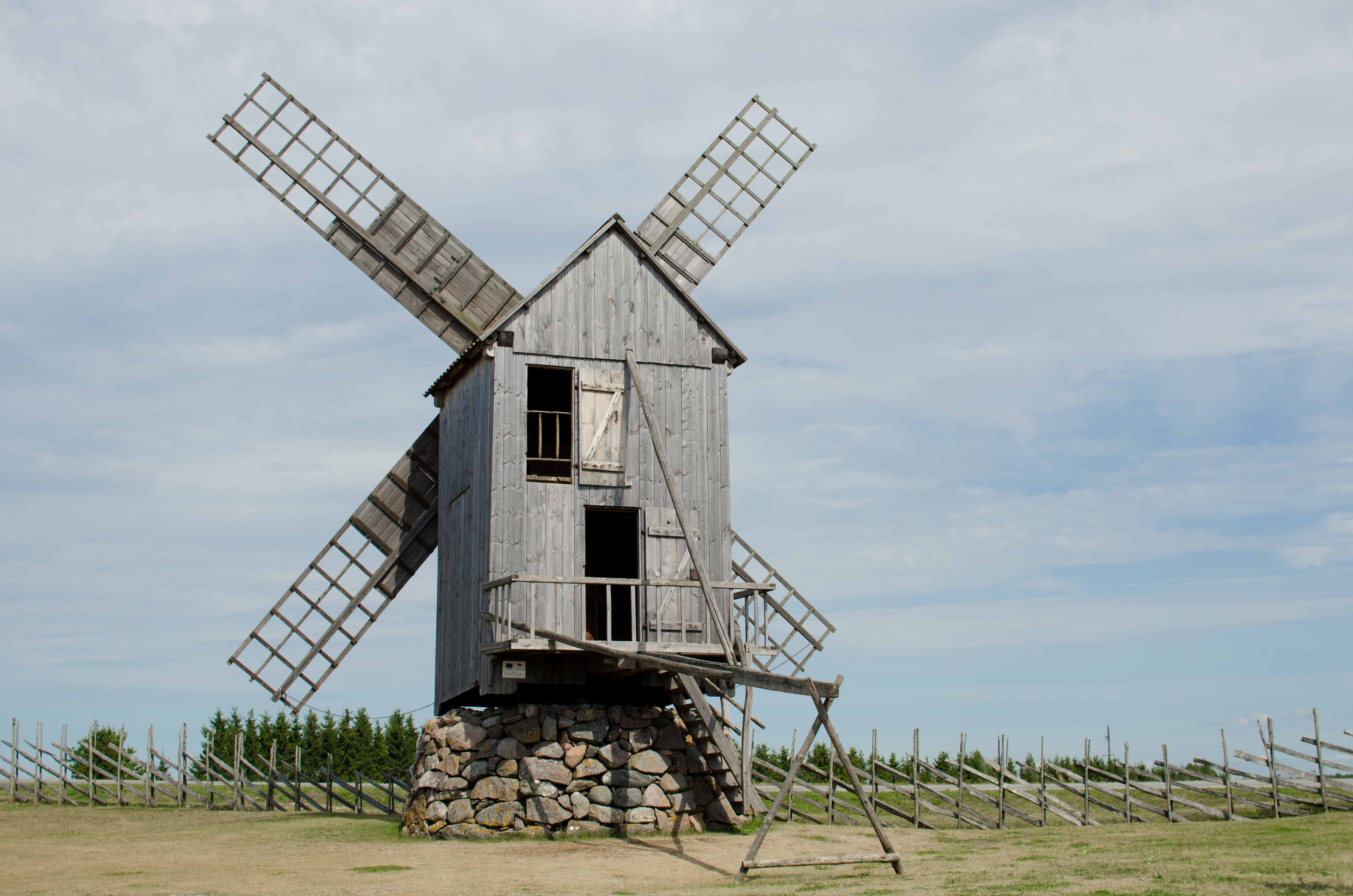
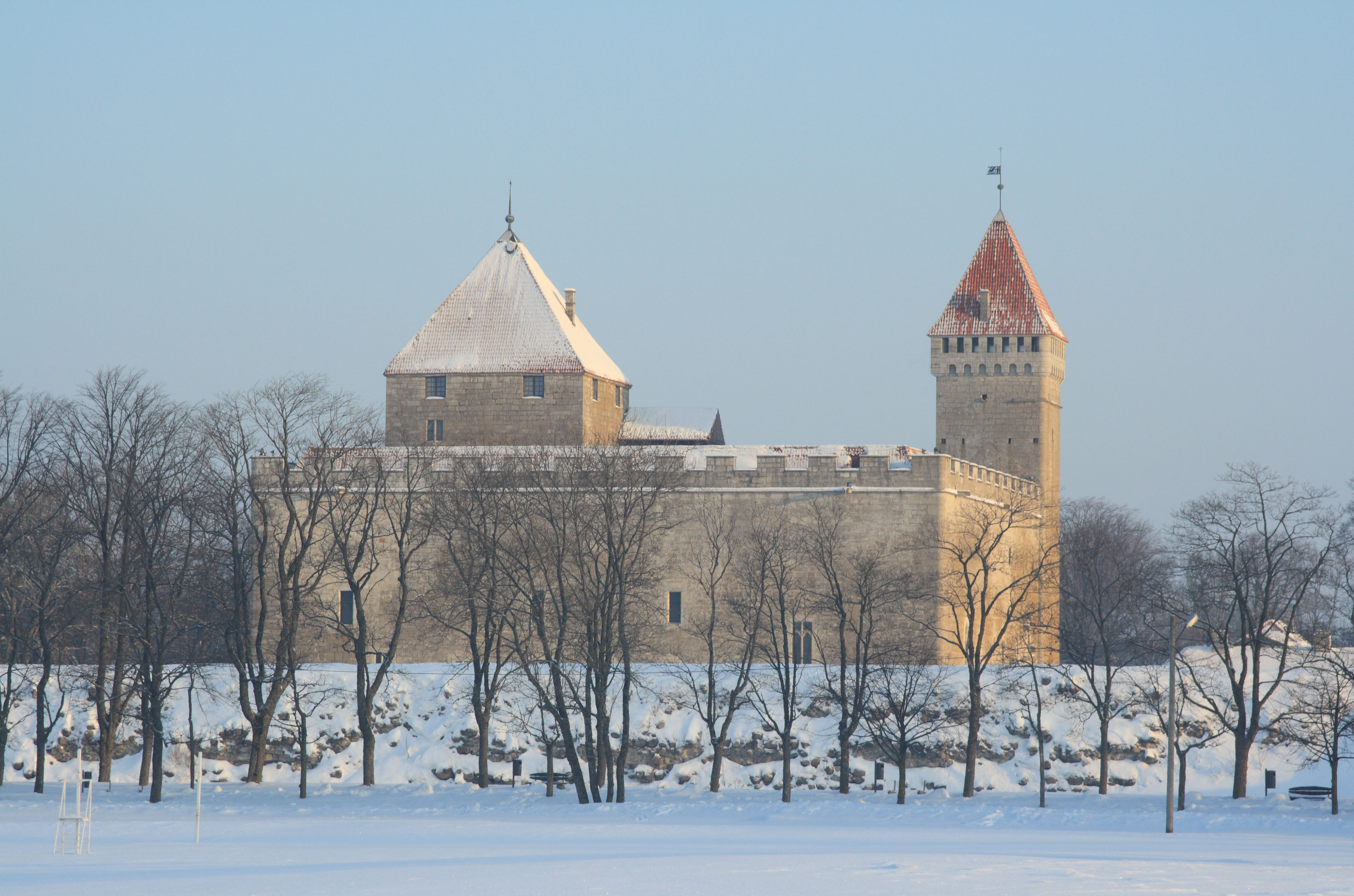
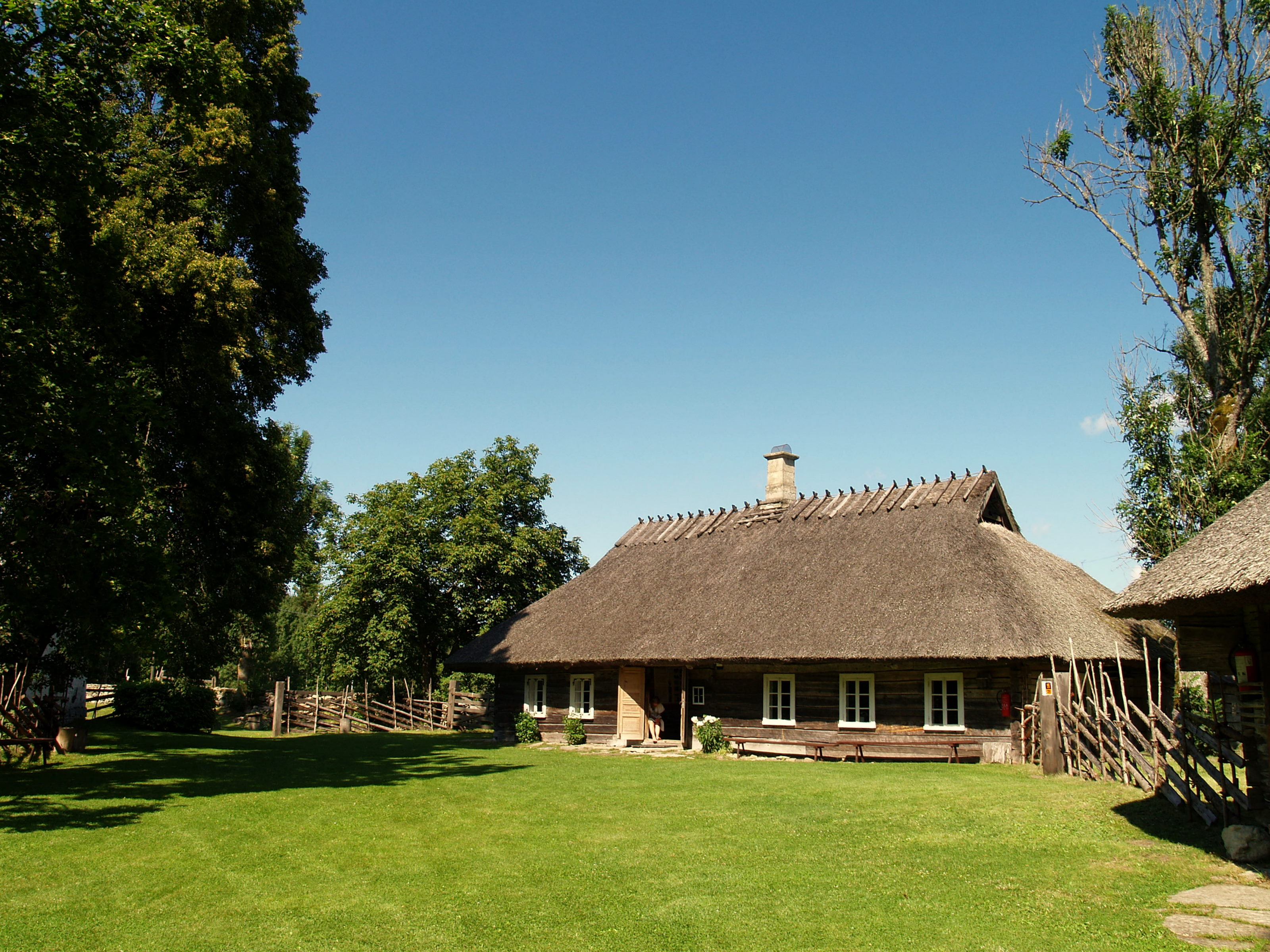
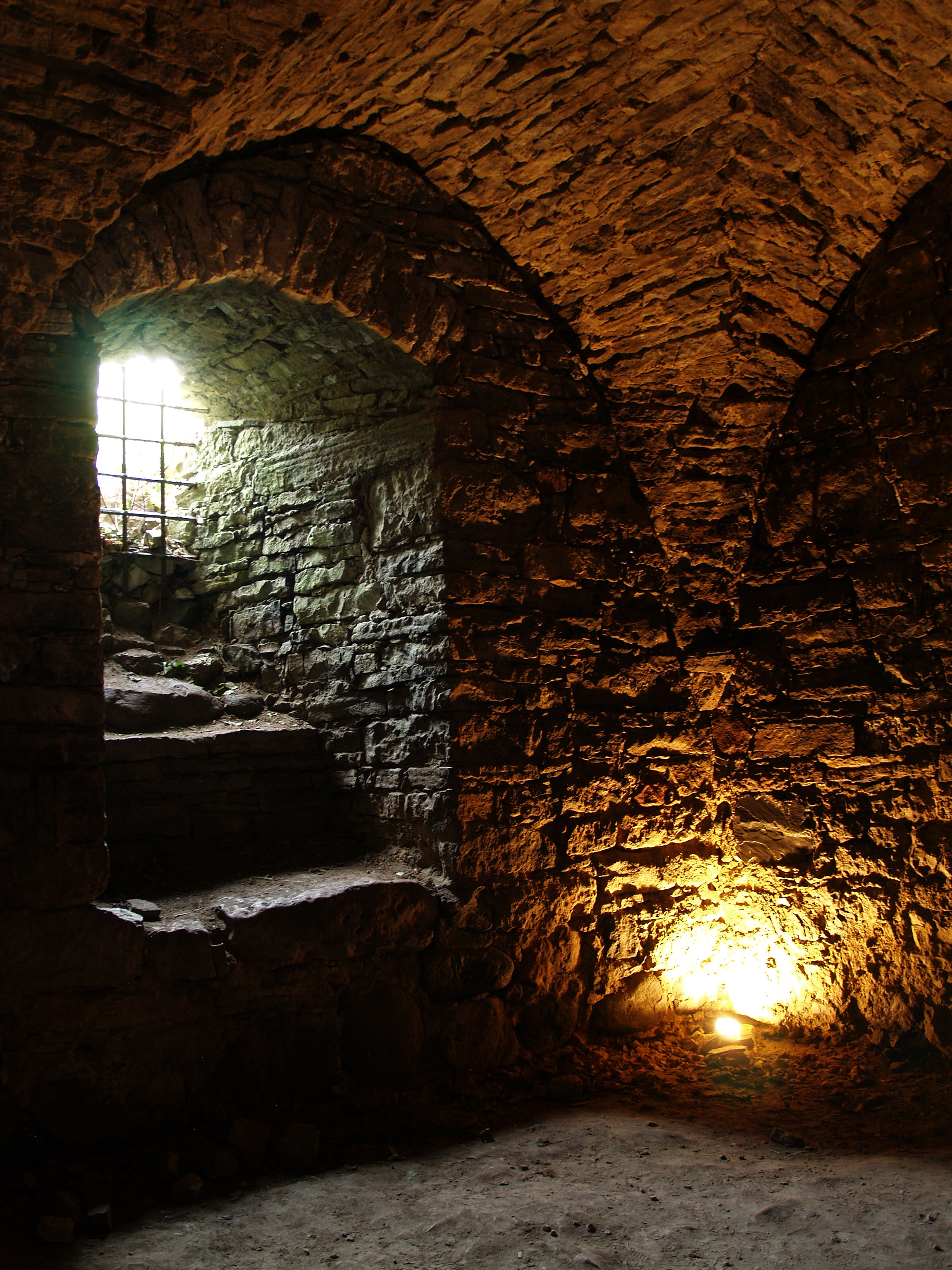
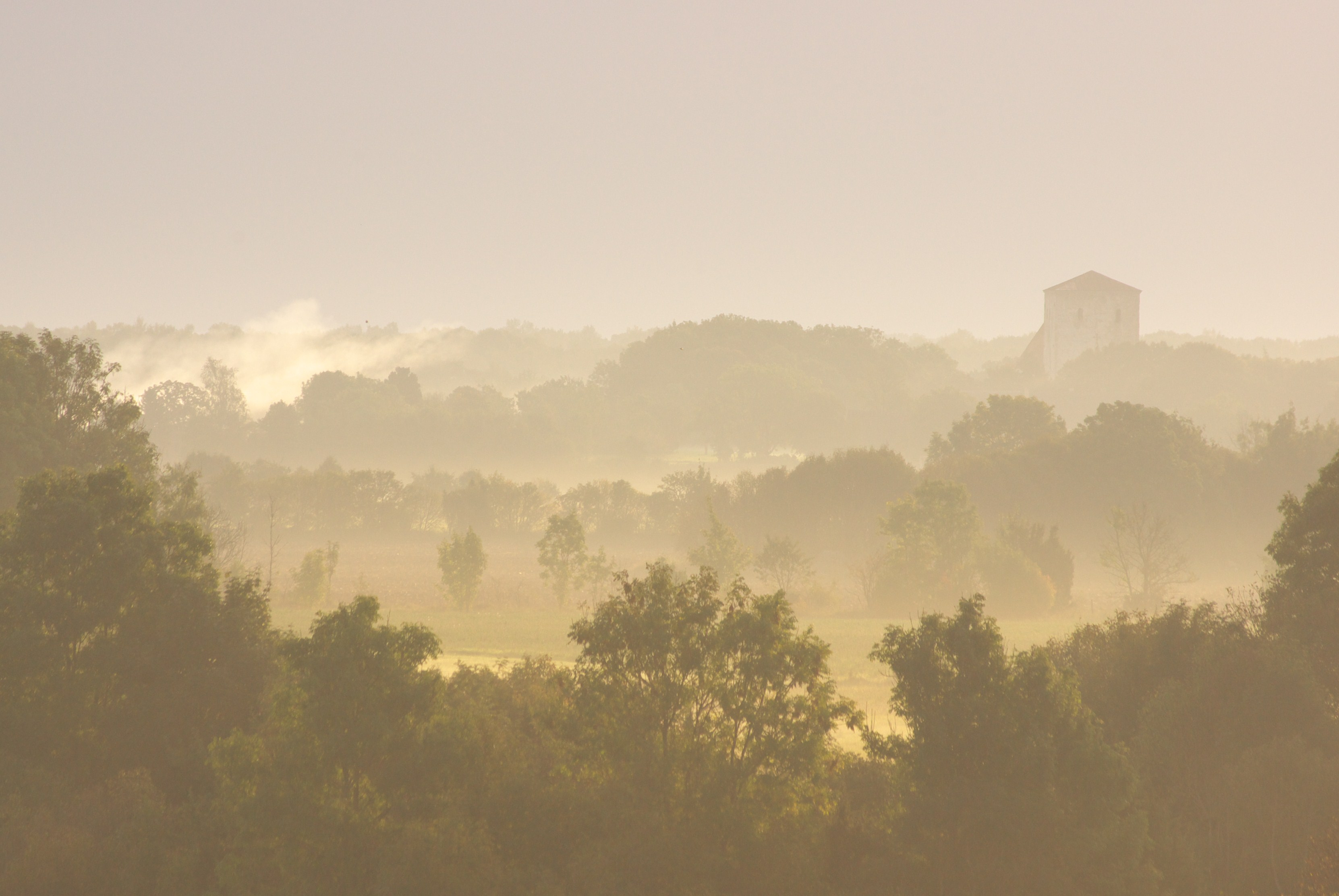
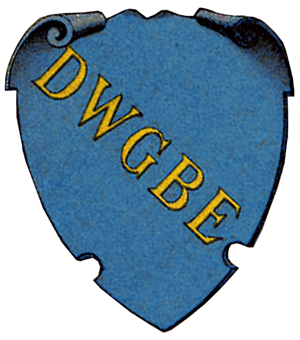
Історичний герб
Сучасний герб